# Beta Trianguli
Beta Trianguli (β Trianguli, β Tri) é uma estrela binária na constelação de Triangulum, localizada a cerca de 127 anos-luz da Terra. Embora tenha uma magnitude aparente de apenas 3,0, é a estrela mais brilhante dessa constelação. Juntamente com Alpha Trianguli, essas estrelas eram chamadas de Al Mīzān em árabe. Na astronomia tradicional chinesa, era a nona estrela de Tien Ta Tseang (天大將軍九).
Beta Trianguli tem um tipo espectral de A5III, indicando que já passou pela sequência principal e é agora uma estrela gigante. Está entre as estrelas menos variáveis observadas pela sonda Hipparcos, com a mangitude variando apenas 0,0005. É provavelmente uma binária espectroscópica com um período orbital de 31,39 dias e uma excentricidade de 0,43. As estrelas estão separadas por uma distância de menos de 5 UA.
Com base em observações feitas pelo Telescópio Espacial Spitzer, o sistema está emitindo um excesso de radiação infravermelha. Essa emissão pode ser explicada por um disco de poeira circumbinário orbitando a uma distância de cerca de 10–20 UA das estrelas. O disco está emitindo radiação infravermelha a uma temperatura de 100 K.